# Tournoi de Toulon 2016
 (avril 2025).
Navigation
Édition précédente Édition suivante
Le tournoi de Toulon 2016 est la quarante-quatrième édition de la compétition. Il oppose dix équipes et se déroule du 18 mai 2016 au 29 mai 2016.

## Acteurs du tournoi
Les dix équipes qualifiées pour l'édition 2016 sont:
- Angleterre
- Bulgarie
- FranceH
- Guinée
- Japon
- Mali
- Mexique
- Paraguay
- Portugal
- Tchéquie

H:Hôte

## Stades
Au total, 6 stades sont sélectionnés.
| Stade                       | Ville                |
| --------------------------- | -------------------- |
| Stade de Lattre-de-Tassigny | Aubagne              |
| Stade Perruc                | Hyères               |
| Stade Marcel-Roustan        | Salon de Provence    |
| Stade Léo-Lagrange          | Toulon               |
| Parc des Sports             | Avignon              |
| Stade Antoine Baptiste      | Six-Fours-les-Plages |

## Déroulement du tournoi

### Phase de poules

#### Groupe A
| Rang | Équipe   | Pts | J | G | N | P | Bp | Bc | Diff |
| ---- | -------- | --- | - | - | - | - | -- | -- | ---- |
| 1    | France   | 12  | 4 | 4 | 0 | 0 | 8  | 2  | +6   |
| 2    | Tchéquie | 7   | 4 | 2 | 1 | 1 | 3  | 3  | 0    |
| 3    | Mali     | 4   | 4 | 1 | 1 | 2 | 7  | 7  | 0    |
| 4    | Mexique  | 4   | 4 | 1 | 1 | 2 | 6  | 8  | -2   |
| 5    | Bulgarie | 1   | 4 | 0 | 1 | 3 | 1  | 5  | -4   |

#### Groupe B
| Rang | Équipe     | Pts | J | G | N | P | Bp | Bc | Diff |
| ---- | ---------- | --- | - | - | - | - | -- | -- | ---- |
| 1    | Angleterre | 12  | 4 | 4 | 0 | 0 | 13 | 1  | +12  |
| 2    | Portugal   | 9   | 4 | 3 | 0 | 1 | 6  | 1  | +5   |
| 3    | Paraguay   | 6   | 4 | 2 | 0 | 2 | 5  | 9  | -4   |
| 4    | Japon      | 3   | 4 | 1 | 0 | 3 | 2  | 4  | -2   |
| 5    | Guinée     | 0   | 4 | 0 | 0 | 4 | 3  | 14 | -11  |

### Tableau final

#### Match pour la troisième place
| 29 mai 2016 | Portugal    | 1 - 1 (4 - 2) | Tchéquie    | Parc des Sports, Avignon |                          |
| 16h15 CET   | J.Silva 36e | (1 - 1)       | 33e Pulkrab | Arbitrage : Nikola Popov | Arbitrage : Nikola Popov |
| 16h15 CET   | Rapport     |               |             | Arbitrage : Nikola Popov | Arbitrage : Nikola Popov |

#### Finale
| 29 mai 2016 | Angleterre                  | 2 - 1   | France     | Parc des Sports, Avignon |                        |
| 18h45 CET   | Baker 8e · Loftus-Cheek 39e | (2 - 0) | 78e Diallo | Arbitrage : Joao Silva   | Arbitrage : Joao Silva |
| 18h45 CET   | Rapport                     |         |            | Arbitrage : Joao Silva   | Arbitrage : Joao Silva |

## Buteurs
4 buts
- Lewis Baker

3 buts
- Ruben Loftus-Cheek
- Serhou Guirassy

2 buts
- Jack Grealish
- Nathan Redmond
- Cauley Woodrow
- Jonathan Bamba
- Souleymane Diarra
- Adama Niane
- Diadie Samassékou
- Arturo González
- Carlos Fierro
- Sergio Díaz
- Pedro Rodrigues
- Matej Pulkrab

1 but
- Kiril Despodov
- James Ward-Prowse
- Dylan Batubinsika
- Abdou Diallo
- Thomas Robinet
- Sébastien Salles-Lamonge
- Thierno Diallo
- Mamadou Guirassy
- Bangaly Soumah
- Takuma Asano
- Takumi Minamino
- Cayman Togashi
- Ibrahima Tandia
- Rosario Cota
- Jordan Silva
- Omar Alderete
- Richard Britez
- Pedro Báez
- Romário Baldé
- André Horta
- Alexandre Silva
- Joao Silva
- Diogo Verdasca
- Jakub Fulnek
- Dominik Preisler